# Mozart in the Jungle
Mozart in the Jungle è una serie televisiva statunitense prodotta da Picrow per Amazon Studios a partire dal 2014. 
La trama è ispirata a Mozart in the Jungle: Sex, Drugs, and Classical Music, un libro di memorie pubblicato dall'oboista Blair Tindall nel 2005 circa la propria carriera professionale a New York, durante la quale ha preso parte a complessi musicali di alto profilo, tra cui la New York Philharmonic e le orchestre di numerosi spettacoli di Broadway.
La serie è interpretata da Malcolm McDowell, Saffron Burrows, Bernadette Peters e Gael García Bernal, nel ruolo di Rodrigo, una versione romanzata del direttore d'orchestra Gustavo Dudamel.
La serie è trasmessa in Italia dal 14 luglio 2015 sul canale satellitare Sky Atlantic e in seconda serata su Sky Arte HD.
Il 6 aprile 2018 Amazon Video cancella la serie dopo quattro stagioni prodotte.

## Trama
Rodrigo De Souza è un bambino prodigio votato totalmente al suo ruolo di nuovo direttore dell'Orchestra Filarmonica di New York. Ribelle e ossessionato dalla propria immagine, con il suo genio e il suo stile di vita spiazzante, Rodrigo è la dimostrazione di quanto il mondo della musica classica sia accattivante tanto sul palcoscenico quanto dietro le quinte, dove i suoi frequenti interlocutori sono la giovane e bella oboista Hailey, la quale spera in una grande occasione e nel frattempo sbarca il lunario lavorando anche come insegnante di musica per bambini, e il cinico e incattivito Thomas Pembridge, maestro storico dell'orchestra, messo in discussione per ragioni di marketing.

## Episodi
| Stagione         | Episodi | Prima TV USA | Prima TV Italia |
| ---------------- | ------- | ------------ | --------------- |
| Prima stagione   | 10      | 2014         | 2015            |
| Seconda stagione | 10      | 2015         | 2016            |
| Terza stagione   | 10      | 2016         | 2017            |
| Quarta stagione  | 10      | 2018         | 2018            |

## Personaggi e interpreti

### Principali
- Rodrigo De Souza (stagioni 1-4), interpretato da Gael García Bernal, doppiato da Francesco Mei. 
 Rodrigo è l'eccentrico nuovo direttore d'orchestra della Filarmonica di New York. Nato e cresciuto in Messico, dove ha studiato come violinista, ha girato i palchi di tutto il mondo prima di approdare nella Grande Mela. Vive per la musica e la mette prima di ogni cosa, spesso anche a scapito delle persone che gli stanno accanto. Il suo atteggiamento anticonformista, come il fatto di prediligere musicisti che suonano "con il sangue" ad altri più abili tecnicamente, genera non pochi malumori in un contesto rigido come quello della musica classica.
- Hailey Rutledge (stagioni 1-4), interpretata da Lola Kirke, doppiata da Jolanda Granato. 
 Hailey è una giovane oboista che sogna di suonare in un'orchestra sinfonica di rilievo. Originaria del North Carolina, vive a New York e si mantiene tenendo lezioni di oboe e suonando per spettacoli che non hanno nulla a che fare con la musica classica. Riesce ad entrare alla Filarmonica di New York prima come assistente personale di Rodrigo e poi come oboista.
- Cynthia Taylor (stagioni 1-4), interpretata da Saffron Burrows, doppiata da Paola Della Pasqua. 
 Cynthia è violoncellista nella Filarmonica di New York, e new entry nel sindacato degli orchestrali. Ha un buon rapporto con tutti i membri dell'orchestra, ed è sempre in prima linea per tutelarli dalle ingerenze della direzione. Ha avuto numerose relazioni anche con colleghi, tra cui il Maestro Thomas Pembridge. È grazie a lei che Hailey ottiene la sua prima occasione con la Filarmonica.
- Elizabeth "Lizzie" Campbell (stagioni 1-4), interpretata da Hannah Dunne, doppiata da Gea Riva. 
 Lizzie è la migliore amica di Hailey, con cui condivide un appartamento a New York. Proveniente da una famiglia benestante, da cui con il tempo ha preso le distanze, a differenza di Hailey è ancora alla ricerca di una strada da seguire.
- Alex Merriweather (stagioni 1-2), interpretato da Peter Vack, doppiato da Alessandro Capra. 
 Alex è un giovane ballerino con cui Hailey ha una relazione, che come lei è alla ricerca di una grande occasione nel mondo dello spettacolo. Si divide tra un lavoro da cameriere e le lezioni di danza alla Juilliard, ma diversamente dalla ragazza è molto più propenso a cambiare rotta qualora il suo sogno non andasse in porto.
- Thomas Pembridge (stagioni 1-4), interpretato da Malcolm McDowell, doppiato da Mario Scarabelli. 
 Thomas è l'ex direttore d'orchestra alla Filarmonica di New York, sostituito da Rodrigo. Ormai in pensione, mantiene comunque delle mansioni a livello amministrativo, complice anche l'ottimo rapporto che ha con Gloria. Cocciuto almeno quanto il nuovo arrivato, ma più vecchio stampo, non vede subito di buon occhio Rodrigo, ma con il tempo impara a conoscerlo ed i due diventano buoni amici.
- Gloria Windsor (stagioni 2-4, ricorrente stagione 1), interpretata da Bernadette Peters, doppiata da Valeria Falcinelli. 
 Gloria è la facoltosa presidente della Filarmonica. Tra i membri della dirigenza è quella che ha maggiormente a cuore l'aspetto artistico ed i problemi dei musicisti, ma si trova spesso a dover mediare con esigenze economiche e promozionali. È stata lei a volere Rodrigo a New York, verso cui nutre una grande fiducia, malgrado disapprovi molti dei suoi capricci. Ha un passato da cantante con il nome di Gloria Antoinette.

### Ricorrenti
- Betty Cragdale, interpretata da Debra Monk, doppiata da Loredana Nicosia.
- Union Bob, interpretato da Mark Blum, doppiato da Antonello Governale.
- Warren Boyd, interpretato da Joel Bernstein, doppiato da Antonio Paiola.
- Dee Dee, interpretato da John Miller, doppiato da Ruggero Dondi.
- Triangolo Tanya, interpretata da Rubio Qian.
- Sharon, interpretata da Jennifer Kim, doppiata da Marta Lucini.
- Pavel, interpretato da Sandro Isaack.
- Edward Biben, interpretato da Brennan Brown, doppiato da Giorgio Bonino.
- Erik Winkelstrauss, interpretato da Aaron Moten
- Winslow Eliot, interpretato da Wallace Shawn, doppiato da Riccardo Rovatti.
- Anna Maria, interpretata da Nora Arnezeder, doppiata da Tania De Domenico.
- Andrew Walsh, interpretato da Dermot Mulroney.
- Bradford Sharpe, interpretato da Jason Schwartzman, doppiato da Alessandro Zurla.
- Addison, interpretata da Makenzie Leigh, doppiata da Katia Sorrentino.
- Marlin Guggenheim, interpretato da John Hodgman.
- Claire Pembridge, interpretata da Margaret Ladd, doppiata da Caterina Rochira.
- Nina, interpretata da Gretchen Mol.
- Mike, interpretato da Philip Jackson Smith, doppiato da Diego Baldoin.
- Maestro Rivera, interpretato da Emilio Echevarría
- Manuel, interpretato da Tenoch Huerta Mejía.
- Alessandra, interpretata e doppiata da Monica Bellucci.
- Bepi, interpretato e doppiato da Christian De Sica

## Produzione
L'episodio pilota di Mozart in the Jungle, pubblicato il 6 febbraio 2014, è stato sceneggiato da Roman Coppola, Jason Schwartzman e Alex Timbers e diretto da Paul Weitz. In seguito la serie è entrata in produzione a partire da marzo. Il 23 dicembre 2014 sono stati pubblicati su Amazon Instant Video altri nove episodi, che insieme al primo sono andati a costituire una prima stagione da 10 episodi. La serie è stata rinnovata in seguito per una seconda stagione e poi per una terza stagione, dove appaiono come guest Monica Bellucci e Christian De Sica per cinque puntate. Il 30 gennaio 2017, la serie è stata rinnovata per una quarta stagione.

## Accoglienza
La prima stagione della serie ha ricevuto ampi consensi sia da parte della critica specializzata che da quella del pubblico di Amazon. Sull'aggregatore di recensioni Rotten Tomatoes registra un indice di gradimento del 95%, sulla base di 21 recensioni e con un giudizio riassuntivo che recita: «Anche se confinato al mondo isolato della musica classica, Gael García Bernal di Mozart in the Jungle fa venir voglia di cantare in questo affascinante programma». Su Metacritic ottiene invece un punteggio di 73 su 100 basato su 20 pareri professionali.

## Riconoscimenti
Nel 2016 la serie ha vinto il Golden Globe come miglior serie commedia o musicale, mentre Gael García Bernal è stato insignito del premio come miglior attore in una serie commedia o musicale.